# Fukushima Masanori
En aquest nom japonès, el cognom és Fukushima.
Fukushima Masanori (福岛正则, Fukushima Masanori 1561-1624) va ser un samurai i dàimio japonès de finals del període Sengoku i començament del període Edo de la història del Japó. Va ser un dels servents de Toyotomi Hideyoshi i va lluitar en la batalla de Shizugatake el 1600, on va ser reconegut com una de les "Set Llances de Shizugatake".

## Biografia
Masanori va néixer a la província d'Owari, fill de Fukushima Masanobu. La seva primera participació en un conflicte bèl·lic va ser durant el setge de Miki a la província de Harima, seguit de la batalla de Yamasaki, després de la qual se li va concedir un estipendi de 500 koku.
Després de la seva participació en la invasió a Corea, Masanori va propiciar l'execució de Toyotomi Hidetsugu. Va dirigir 10,000 homes el 1595 cap al temple Seigo al mont Koya, i va esperar fins que Hidetsugu cometés seppuku, amb el que va rebre 90,000 koku d'increment en el seu estipendi, a més del han que havia pertangut a Hidetsugu a Kiyosu, a la província d'Owari.
Masamori es va unir al bàndol de Tokugawa Ieyasu durant la batalla de Sekigahara, amb la qual cosa es va assegurar la possessió dels seus dominis, els quals més tard perdrien els seus descendents en esdevenir hatamoto al servei del shogunat Tokugawa.